# Musée des Blindés
Musée des Blindés, Musée Général Estienne – muzeum poświęcone broni pancernej, posiadające największą  na świecie  kolekcję pojazdów opancerzonych. Zlokalizowane jest w dolinie Loary w mieście Saumur, w departamencie Maine i Loara we Francji. Obecna nazwa muzeum nawiązuje do francuskiego generała Jean-Baptiste Eugène Estienne.
Kolekcja obejmuje ponad 880 pojazdów, z czego około 200 pojazdów jest wciąż sprawnych i bierze udział w corocznej paradzie o nazwie Carrousel. Od samego początku muzeum uważało za kluczową politykę przywracanie do stanu używalności jak największej liczby pojazdów. Pomimo przeprowadzki muzeum w 1993 do większych pomieszczeń na ekspozycji jest około 25% eksponatów z kolekcji muzeum.
Muzeum posiada konstrukcje od wczesnych eksperymentalnych czołgów z I wojny światowej po zaawansowane konstrukcje technologiczne dziś.
Saumur było tradycyjnym ośrodkiem szkolenia francuskich kawalerzystów Cadre Noir i taki też był zamysł organizacji muzeum. Obecnie muzeum kawalerii w Saumur jest oddzielną placówką muzealną. Ozdobą kolekcji są tu francuskie: Schneider CA1, St Chamond, Renault R-35, AMC 35, AMR 33 i ARL 44, inne alianckie: M4 Sherman, DUKW, niemieckie: Tiger II, Panther a także liczne konstrukcje eksperymentalne.

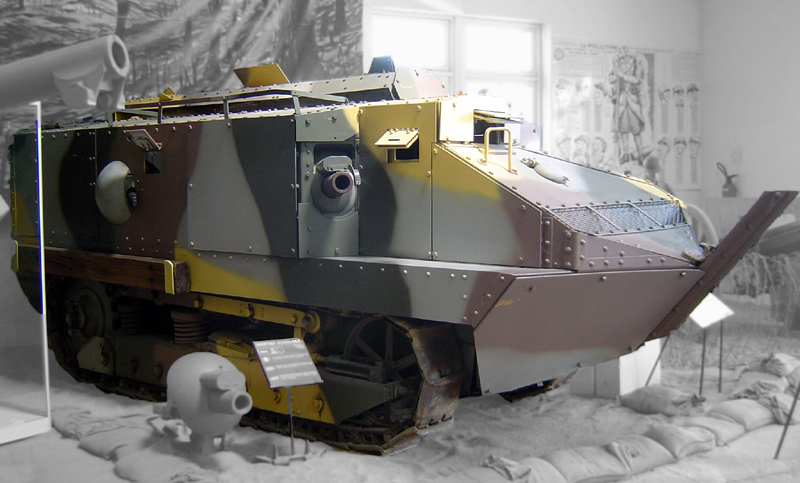
Schneider C.A.1
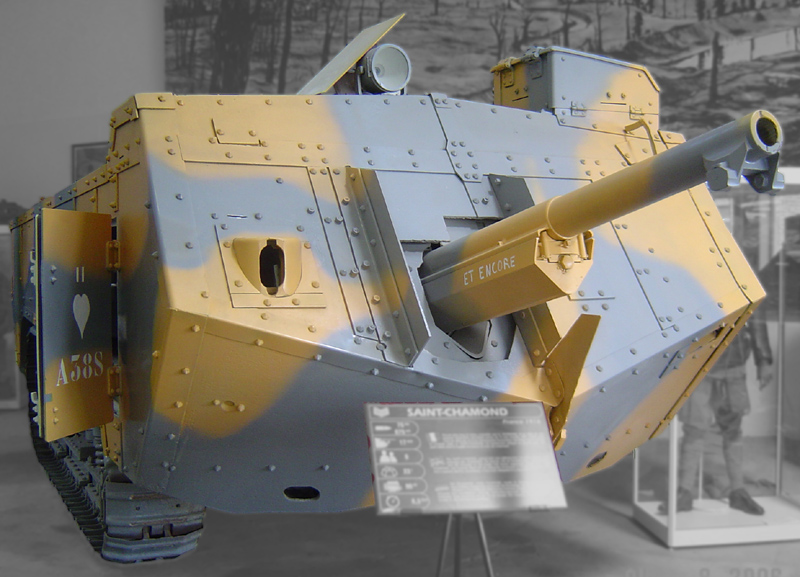
St. Chamond M16
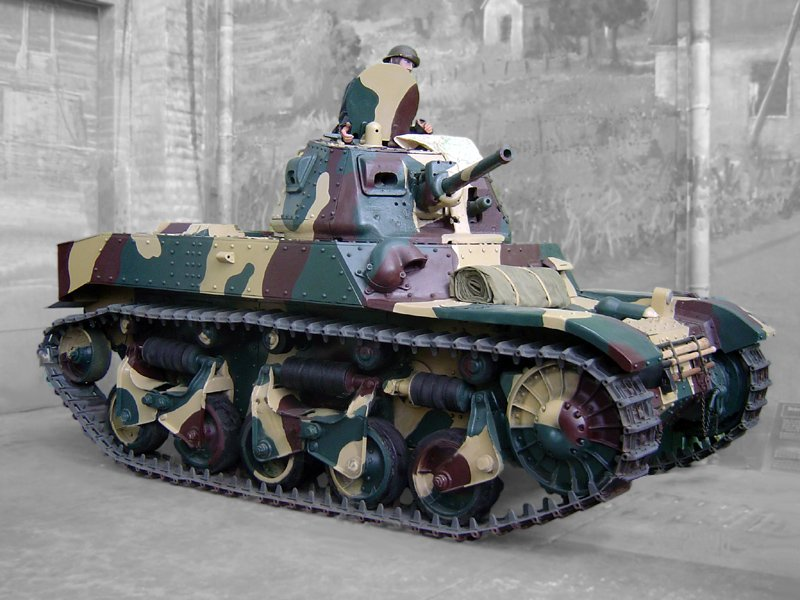
AMC 1935
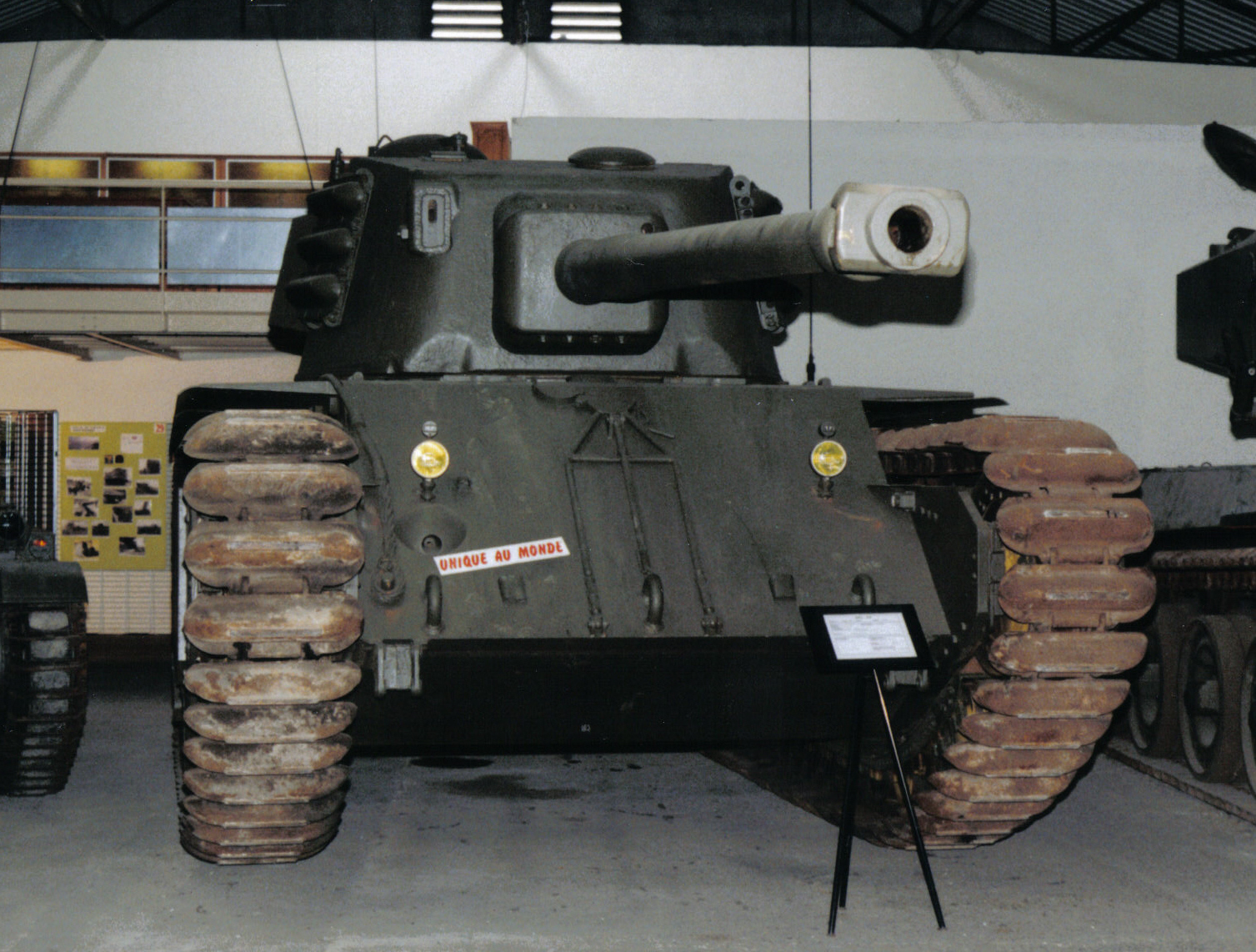
ARL 44
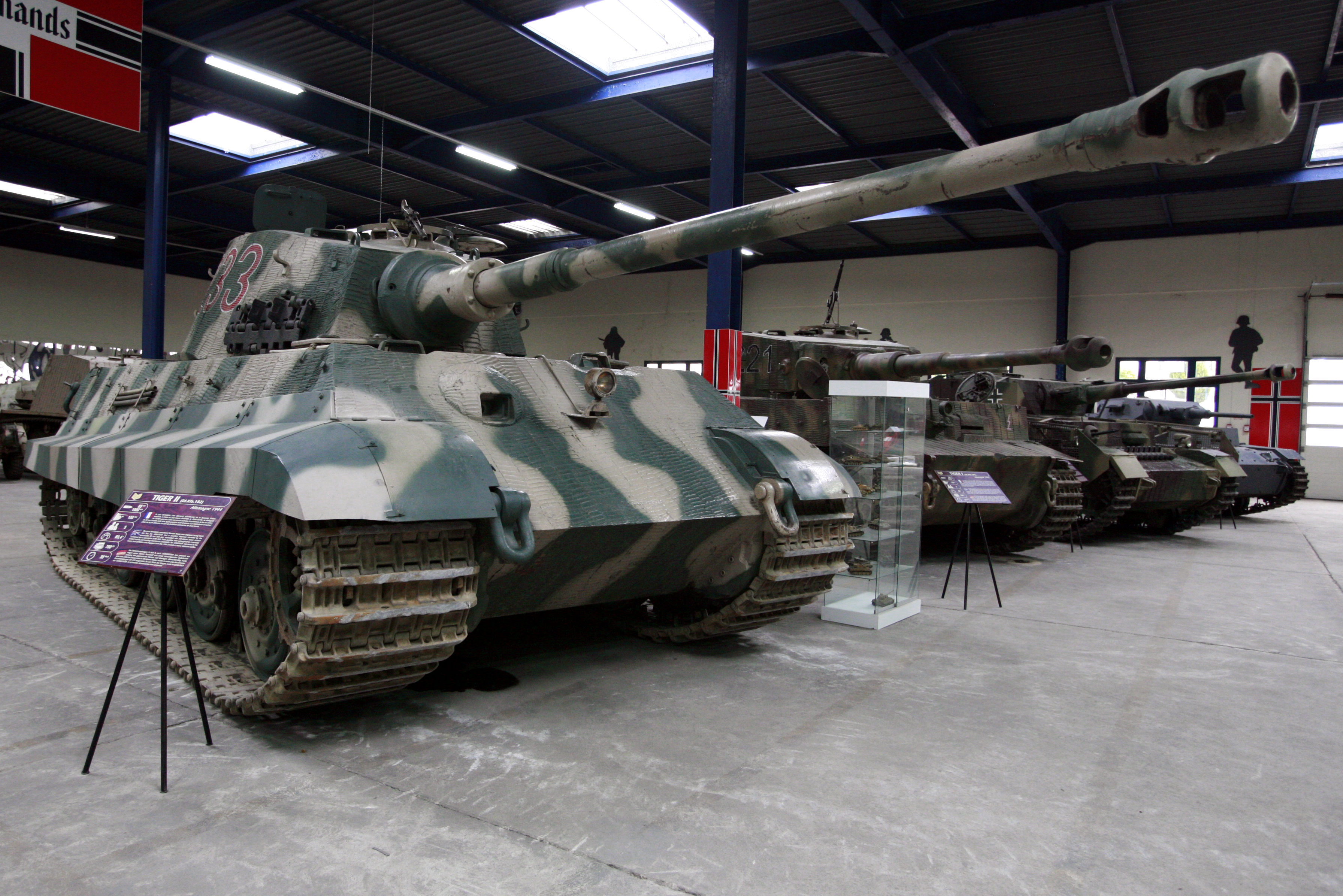
Tiger II